# Аполиха (Новосибирская область)
Аполиха — деревня в Купинском районе Новосибирской области России. Входит в состав Медяковского сельсовета.

## География
Площадь деревни — 110 гектаров.

## Население
| 2002 | 2007 | 2010 |
| ---- | ---- | ---- |
| 179  | ↘161 | ↘125 |

## Инфраструктура
В деревне по данным на 2007 год функционируют 1 учреждение здравоохранения и 1 учреждение образования.